# 詹姆斯·布里
詹姆斯·布里（英語：James Bree；1997年12月11日—）是一位英格蘭足球運動員，司職後衛。現效力於英超球隊修咸頓。

## 俱樂部生涯

### 班士利
布里在班士利展開足球生涯，首次職業上場是2014年5月3日對女王公园巡游者，以3-2落敗。是次上場使他成為球會第二年輕的處子戰球員。

### 阿士東維拉
2017年1月25日，他轉投阿士東維拉並簽約四年半，在2月4日作客以2-1不敵诺丁汉森林的比賽首次上場。2019年1月31日，他被外借到英冠球會葉士域治至季末，首次代表新球會上場是轉會三天後對谢周三的比賽。

### 卢顿
由於阿士東維拉在2019/20賽季晉級至英超，於是他在8月8日被外借到新晉級至英冠的卢顿至季末。兩天後他在對卡迪夫城的比賽首次替補上場，以2-1落敗。整個球季他共交出5個助攻，並助球隊在球季最後一場比賽保級成功。2020年9月1日，布里通過永久轉會重新加入卢顿。2021年3月16日，在英格蘭足球甲級聯賽第37輪比賽中，卢顿主場2-0對上科芬特里城獲勝。布里在上半場比賽破門，踢入了加盟球隊以來的首粒進球，同時也是個人生涯頂級聯賽處子球。

### 南安普顿
2023年1月26日，他轉會至修咸頓並簽約三年半，在1月31日英格蘭足球聯賽盃半決賽第二回合對纽卡斯尔联的比賽首次上場，最終球隊以2-1落敗出局。四天後，他首次在英超上場參加對布伦特福德的比賽，但球隊最後以3-0落敗。

## 榮譽

### 球會
班士利
- 英格蘭足球聯賽錦標賽冠軍：2015–16賽季[18]

## 外部連結
- Soccerway資料庫：詹姆斯·布里
- 足球数据库：詹姆斯·布里的球员统计数据